# 广东石豆兰
广东石豆兰（学名：Bulbophyllum kwangtungense），为兰科石豆兰属下的一个植物种。